# Asus Zenbook 3
Asus Zenbook 3 ist ein Subnotebookserie des taiwanischen Unternehmens Asus, die im Rahmen der Computex 2016 in Taipeh erstmals offiziell vorgestellt wurde. Auf den Notebooks ist je nach Variante das Betriebssystem Windows 10 bzw. Windows 10 Pro vorinstalliert. Darüber hinaus hat Asus auch ein 14-Zoll, etwas höherwertig ausgestattetes Notebook mit Namen Asus Zenbook 3 Deluxe im Programm.

## Varianten

### UX390UA
Das erste Notebook der Zenbook 3-Serie ist das Zenbook 3 UX390UA. Es besitzt ein 12,5 Zoll großes Display basierend auf der IPS-Technologie, das mit Full HD auflöst (1920 × 1080 Pixel). Je nach Variante kommt als Prozessor der Intel Core i5 7200U oder der Intel Core i7 7500U zum Einsatz, der trotz des dünnen Gehäuses Luftgekühlt ist. Diesem stehen 16 Gigabyte LPDDR3-Arbeitsspeicher (2133 MHz) und 512 Gigabyte SSD-Speicher zur Seite. Im SoC des Notebooks ist auch die Grafikkarte, die Intel HD Graphics 620 integriert.
Als einzige optische Anschlüsse verfügt das Notebook über ein USB Type C-Anschluss und eine 3,5 mm Klinkenbuchse. Über den USB-Type-C-Anschluss kann das Gerät geladen werden, Dateien ausgetauscht werden und andere Geräte geladen werden. Auch ein Monitor kann hierüber angeschlossen werden.
Auf dem Asus Zenbook 3 UX390UA kommt Windows 10 bzw. Windows 10 Pro von Microsoft zum Einsatz. Typische Funktionen dieses Betriebssystems wie zum Beispiel Cortana oder Windows Hello (Fingerabdrucksensor) werden unterstützt.

### UX490UA
Das zweite Notebook der Zenbook 3-Serie ist das Asus Zenbook 3 Deluxe (UX490UA). Dies wurde auf der CES 2017 offiziell vorgestellt.
Im Gegensatz zum UX390UA besitzt dies ein 14 Zoll großes IPS-Full-HD-Display, und bis zu 1 Terabyte Massenspeicher. Darüber hinaus gibt es nun drei USB-Type-C-Anschlüsse (wovon 2 Thunderbolt 3 unterstützen) und eine Variante mit nur acht Gigabyte Arbeitsspeicher. Das Gewicht des Notebooks beträgt 1,1 kg. Auf dem Asus Zenbook 3 Deluxe UX490UA ist standardmäßig Microsoft Windows 10 Pro als Betriebssystem vorinstalliert.
Laut dem Hersteller soll das Zenbook 3 Deluxe 9 Stunden Akkulaufzeit bieten können.
Seit Anfang 2018 verkauft Asus das UX490UA auch mit den neuen Intel Core i5 / i7-Prozessoren der 8. Generation.
|       | Veröffentlichung | Massenspeicher      | Prozessor                                 | Arbeitsspeicher | Bildschirm                      | Betriebssystem | Anschlüsse                           | Maße                        | Gewicht       | Besonderheiten                          |
| ----- | ---------------- | ------------------- | ----------------------------------------- | --------------- | ------------------------------- | -------------- | ------------------------------------ | --------------------------- | ------------- | --------------------------------------- |
| UX390 | Juni 2016        | 512 / 1024 Gigabyte | Intel Core i5 7200U / Intel Core i7 7500U | 16 Gigabyte     | 12,5 Zoll IPS-LCD (1920x1080px) | Windows 10     | 1× USB Type C; 3,5 mm Klinkenbuchse  | 11,9 mm × 296 mm × 191,2 mm | 910 Gramm     | Fingerabdrucksensor Schnellladefunktion |
| UX490 | Januar 2017      | 512 / 1024 Gigabyte | Intel Core i5 7200U / Intel Core i7 7500U | 8 / 16 Gigabyte | 14 Zoll IPS-LCD (1920x1080px)   | Windows 10 Pro | 3 × USB Type C; 3,5 mm Klinkenbuchse | 12,9 mm × 329 mm × 210 mm   | 1,1 Kilogramm | Fingerabdrucksensor Schnellladefunktion |